# Maurício Garcez
Maurício Garcez de Jesus (Chapadinha, 16 marzo 1997) è un calciatore brasiliano, attaccante della Juventude in prestito dall'Avaí.

## Carriera
Ha iniziato la propria carriera giocando per varie squadre nei campionati statali brasiliani. A metà della stagione 2020 viene acquistato dal Brusque, con cui al termine della stagione ha ottenuto la promozione in Série B, categoria in cui nel 2021 ha giocato 29 partite. Il 13 gennaio 2022 passa in prestito ai bulgari del CSKA Sofia.

## Statistiche

### Presenze e reti nei club
Statistiche aggiornate al 28 dicembre 2022.
| Stagione          | Squadra           | Campionato        | Campionato | Campionato | Coppe nazionali | Coppe nazionali | Coppe nazionali | Coppe continentali | Coppe continentali | Coppe continentali | Altre coppe | Altre coppe | Altre coppe | Totale | Totale |
| Stagione          | Squadra           | Comp              | Pres       | Reti       | Comp            | Pres            | Reti            | Comp               | Pres               | Reti               | Comp        | Pres        | Reti        | Pres   | Reti   |
| ----------------- | ----------------- | ----------------- | ---------- | ---------- | --------------- | --------------- | --------------- | ------------------ | ------------------ | ------------------ | ----------- | ----------- | ----------- | ------ | ------ |
| 2018              | Chapadinha        | SD/MA             | 7          | 1          |                 | -               | -               |                    | -                  | -                  |             | -           | -           | 7      | 1      |
| 2019              | Maranhão          | PD/MA             | 4          | 0          |                 | -               | -               |                    | -                  | -                  |             | -           | -           | 4      | 0      |
| gen.-ago. 2020    | Doce Mel          | PD/BA             | 8          | 5          |                 | -               | -               |                    | -                  | -                  |             | -           | -           | 8      | 5      |
| ago.-dic. 2020    | Brusque           | C                 | 19         | 5          | CB              | 2               | 0               |                    | -                  | -                  |             | -           | -           | 21     | 5      |
| 2021              | Brusque           | PD/SC+B           | 12+29      | 2+6        | CB              | 0               | 0               |                    | -                  | -                  |             | -           | -           | 41     | 8      |
| Totale Brusque    | Totale Brusque    | Totale Brusque    | 60         | 13         |                 | 2               | 0               |                    | -                  | -                  |             | -           | -           | 62     | 13     |
| gen.-giu. 2022    | CSKA Sofia        | 1L                | 6+4        | 1+0        | CB              | 3               | 0               | UECL               | -                  | -                  | SB          | -           | -           | 13     | 1      |
| 2022-2023         | CSKA Sofia        | 1L                | 15         | 6          | CB              | 2               | 1               | UECL               | 6                  | 1                  |             | -           | -           | 23     | 8      |
| Totale CSKA Sofia | Totale CSKA Sofia | Totale CSKA Sofia | 21+4       | 7+0        |                 | 5               | 1               |                    | 6                  | 1                  |             | -           | -           | 36     | 9      |
| Totale carriera   | Totale carriera   | Totale carriera   | 104        | 26         |                 | 7               | 1               |                    | 6                  | 1                  |             | -           | -           | 117    | 28     |